# Graissac
Graissac est une ancienne commune française du Pays Haut Rouergue (approuvé par arrêté le 11/08/04) située dans le département de l'Aveyron, en région Occitanie, devenue, le 1er janvier 2016, une commune déléguée de la commune nouvelle d'Argences en Aubrac.

## Géographie

### Communes limitrophes
Les communes limitrophes sont  Argences en Aubrac, Cantoin, Huparlac, La Terrisse, Saint-Symphorien-de-Thénières, Sainte-Geneviève-sur-Argence et Vitrac-en-Viadène.

### Site
Le territoire de cette commune matérialise une fraction centre-sud du Massif central et une zone Natura 2000 sur le plateau de la Viadène au nord-ouest du plateau de l'Aubrac à 915 mètres d'altitude..

## Politique et administration
Jusqu'en 2015 la localité était rattachée au canton N°33 de Sainte-Geneviève-sur-Argence dans la 1re circonscription de l'Aveyron dont le député est Yves Censi (UMP) élu au 2e tour avec un score de 50,67%. Ce canton est intégré depuis au nouveau canton d'Aubrac et Carladez qui regroupe les régions naturelles de l'Aubrac et du Carladès.
Graissac appartenait à la communauté de communes de l'Argence.
| Période      | Période  | Identité      | Étiquette | Qualité                    |
| ------------ | -------- | ------------- | --------- | -------------------------- |
| janvier 2016 | En cours | Henri Chabrat | SE        | Retraité de l'enseignement |

| Période                                  | Période       | Identité      | Étiquette | Qualité                    |
| ---------------------------------------- | ------------- | ------------- | --------- | -------------------------- |
| mars 2001                                | mars 2014     | Jean Menel    |           |                            |
| mars 2014                                | décembre 2015 | Henri Chabrat | SE        | Retraité de l'enseignement |
| Les données manquantes sont à compléter. |               |               |           |                            |

## Démographie
L'évolution du nombre d'habitants est connue à travers les recensements de la population effectués dans la commune depuis 1793. À partir du 1er janvier 2009, les populations légales des communes sont publiées annuellement dans le cadre d'un recensement qui repose désormais sur une collecte d'information annuelle, concernant successivement tous les territoires communaux au cours d'une période de cinq ans. 
Pour les communes de moins de 10 000 habitants, une enquête de recensement portant sur toute la population est réalisée tous les cinq ans, les populations légales des années intermédiaires étant quant à elles estimées par interpolation ou extrapolation. Pour la commune, le premier recensement exhaustif entrant dans le cadre du nouveau dispositif a été réalisé en 2007,.
En 2013, la commune comptait 211 habitants, en évolution de −0,94 % par rapport à 2008 (Aveyron : +0,58 %, France hors Mayotte : +2,49 %).
| 1793 | 1800 | 1806 | 1821  | 1831  | 1836 | 1841 | 1846 | 1851 |
| ---- | ---- | ---- | ----- | ----- | ---- | ---- | ---- | ---- |
| 600  | 258  | 894  | 1 014 | 1 050 | 926  | 974  | 940  | 939  |

| 1856 | 1861 | 1866 | 1872 | 1876 | 1881 | 1886 | 1891 | 1896 |
| ---- | ---- | ---- | ---- | ---- | ---- | ---- | ---- | ---- |
| 946  | 895  | 845  | 875  | 820  | 781  | 763  | 771  | 678  |

| 1901 | 1906 | 1911 | 1921 | 1926 | 1931 | 1936 | 1946 | 1954 |
| ---- | ---- | ---- | ---- | ---- | ---- | ---- | ---- | ---- |
| 685  | 641  | 660  | 573  | 550  | 534  | 521  | 478  | 463  |

| 1962 | 1968 | 1975 | 1982 | 1990 | 1999 | 2007 | 2012 | 2013 |
| ---- | ---- | ---- | ---- | ---- | ---- | ---- | ---- | ---- |
| 411  | 334  | 305  | 291  | 206  | 236  | 216  | 207  | 211  |

## Culture locale et patrimoine

### Lieux et monuments
- Église romane de Graissac du XVe- XVe siècles ;
- Église gothique de Brenac (portail du XVe) ;
- Nombreuses croix sculptées (XVe/XIXe) ;
- Château de Thénières. Ruines et donjon en rénovation[5] ;
- Moulin du Faula sur l’Argence. Toujours en fonction.